# Painteria leptophylla
Painteria leptophylla är en ärtväxtart som först beskrevs av Dc., och fick sitt nu gällande namn av Nathaniel Lord Britton och Joseph Nelson Rose. Painteria leptophylla ingår i släktet Painteria och familjen ärtväxter. Inga underarter finns listade i Catalogue of Life.